# Grand Prix automobile de Nouvelle-Zélande 1955
Résultats du Grand Prix de Nouvelle-Zélande 1955 de Formule Libre qui a eu lieu à Auckland sur le circuit d'Ardmore le 8 janvier 1955.

## Classement de la course
| Pos. | Pilote          | Écurie                  | Tours | Temps/Abandon     |
| ---- | --------------- | ----------------------- | ----- | ----------------- |
| 1    | Prince Bira     | Maserati                | 100   | 2 h 40 min 12 s   |
| 2    | Peter Whitehead | Ferrari                 | 100   | 2 h 40 min 35 s   |
| 3    | Tony Gaze       | Ferrari                 | 100   | 2 h 41 min 38 s   |
| 4    | Jack Brabham    | Cooper-Bristol          | 98    | + 2 tours         |
| 5    | Reg Hunt        | Maserati                | 97    | + 3 tours         |
| 6    | Syd Jensen      | Cooper-Norton           | 91    | + 9 tours         |
| 7    | Fred Zambucka   | Maserati                | 89    | + 11 tours        |
| Abd. | Ron Frost       | Cooper-Norton           | 89    | Boîte de vitesses |
| 8    | George Palmer   | Jackson-Mercury-Mercury | 88    | + 12 tours        |
| Abd. | Lex Davison     | Cooper-Jaguar           | 88    | Transmission      |
| 9    | Ross Jensen     | Triumph                 | 86    | + 14 tours        |
| 10   | Dick Cobden     | Ferrari                 | 86    | + 14 tours        |
| 11   | Arnold Stafford | Cooper-Norton           | 85    | + 15 tours        |
| 12   | Phil Neill      | Austin Healey-Austin    | 83    | + 17 tours        |
| 13   | Peter Mclnally  | Austin Healey-Austin    | 80    | + 20 tours        |
| 14   | Des McDonagh    | Thomas-Mercury-Mercury  | 75    | + 25 tours        |
| Abd. | Ron Roycroft    | Alfa Romeo              | 58    | Valve             |
| 15   | John Horton     | HWM-Alta                | 55    | + 45 tours        |
| Abd. | John McMillan   | Alfa Romeo              | 33    |                   |
| Abd. | Bill Lee        | Cooper-Norton           | 30    |                   |
| Abd. | Les McLaren     | Austin Healey-Austin    | 30    |                   |
| Abd. | Bill Culver     | DeSoto                  | 19    | Moteur            |
| Abd. | Reg McCutcheon  | Normac-Chevrolet        | 17    | Refroidissement   |
| Abd. | Stan Coffey     | Cooper-Bristol          | 16    | Pression d'huile  |
| Abd. | Gordon Brown    | GBS-Ford                | 9     | Moteur            |
| Np.  | George Smith    | GeeCeeEss-Chrysler      |       |                   |
| Np.  | Wally Bern      | Triumph                 |       |                   |
| Np.  | Tony Shelly     | Morgan Motor-Vanguard   |       |                   |
| Np.  | Johnny Mansel   | Mansel-Mercury          |       |                   |

Légende:
- Abd.= Abandon ; Np.=Non partant

## Pole position et record du tour
- Pole position :  Prince Bira (Maserati).
- Meilleur tour en course :  Prince Bira (Maserati) et  Peter Whitehead (Ferrari) : 1 min 33 s.

## Tours en tête
- Prince Bira : 100 tours (1-100)